# Elżbieta Habsburżanka
Elżbieta Habsburżanka (ur. 9 lipca 1526 w Linzu, zm. 15 czerwca 1545 w Wilnie) – arcyksiężniczka austriacka, królewna czeska i węgierska, królowa polska i wielka księżna litewska od 1543 r. jako pierwsza żona króla Zygmunta Augusta.
Była najstarszym dzieckiem arcyksięcia Austrii, króla Czech i Węgier Ferdynanda I Habsburga i Anny Jagiellonki, jedynej córki Władysława II Jagiellończyka. Uchodziła za ulubienicę rodziców. Od 1531 uczyła się na zamku w Innsbrucku pod kierunkiem poety Kaspra Veliusa Ursinusa i historyka Hieronima Jerema.

## Życiorys

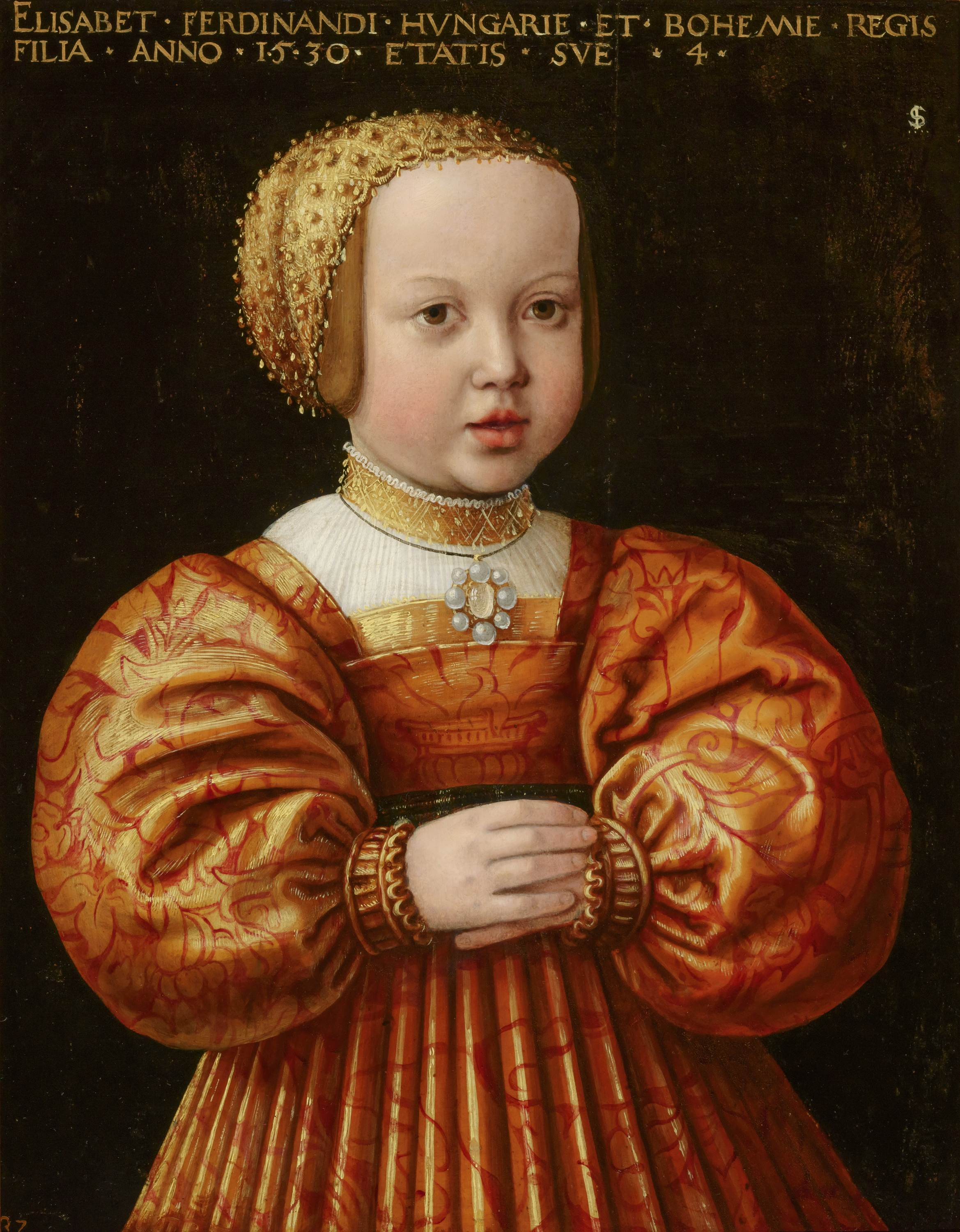
Portret 4-letniej królewny Elżbiety, 1530 r.

Od kolebki była przygotowywana do ślubu z Zygmuntem II Augustem, który był kuzynem jej matki. Już w 1527 ojciec Elżbiety podjął starania w Polsce o ślub córki z polskim następcą tronu. Pomimo tych planów nie zadbano, by Elżbieta nauczyła się języka polskiego. Prawdopodobnie było to działanie celowe – pod pretekstem, że młodej królowej niezbędny jest tłumacz, chciano umieścić na dworze polskim jeszcze jednego szpiega Habsburgów.
W związku z tym, że Elżbieta była wnuczką Władysława II Jagiellończyka, brata Zygmunta I Starego, papież Klemens VII musiał udzielić dyspensy ślubnej. Ślub 17-letniej Elżbiety z 23-letnim Zygmuntem odbył się 6 maja 1543 roku na Wawelu. Bona Sforza była niechętna małżeństwu syna, ponieważ nienawidziła Habsburgów.
Małżeństwo nie było szczęśliwe. Młoda, niedoświadczona, nieśmiała i mało błyskotliwa Elżbieta nie pociągała króla. Sytuację pogarszała nieuleczalna choroba młodej królowej, epilepsja, co do reszty odstręczyło od niej małżonka. Przez cały okres trwania małżeństwa Zygmunt zdradzał żonę m.in. z Barbarą Radziwiłłówną. Jednocześnie Bona jawnie okazywała synowej swą niechęć. Jedyną osobą, okazującą Elżbiecie sympatię, był król Zygmunt I Stary. Jesienią 1544 Elżbieta wraz z Zygmuntem II Augustem wyjechała na Litwę. Małżonkowie zamieszkali w Wilnie. Przez krótki czas król stwarzał pozory w miarę poprawnego pożycia z małżonką. W rzeczywistości był już mocno zaangażowany w romans z Radziwiłłówną.
Wiosną 1545 stan zdrowia Elżbiety uległ pogorszeniu, nękały ją coraz częstsze napady padaczki. Na początku czerwca 1545 Zygmunt II August wyjechał do Krakowa odebrać posag Elżbiety, żonę pozostawił samą w Wilnie. 15 czerwca młodziutka królowa zmarła wycieńczona kilkunastoma napadami padaczki, przeżywszy zaledwie 19 lat. Została pochowana 24 sierpnia 1545 w katedrze wileńskiej obok stryja swego męża, a brata swojego dziadka, Aleksandra Jagiellończyka.
W latach 1553–1572 żoną Zygmunta II Augusta była siostra Elżbiety – Katarzyna Habsburżanka.

## Galeria

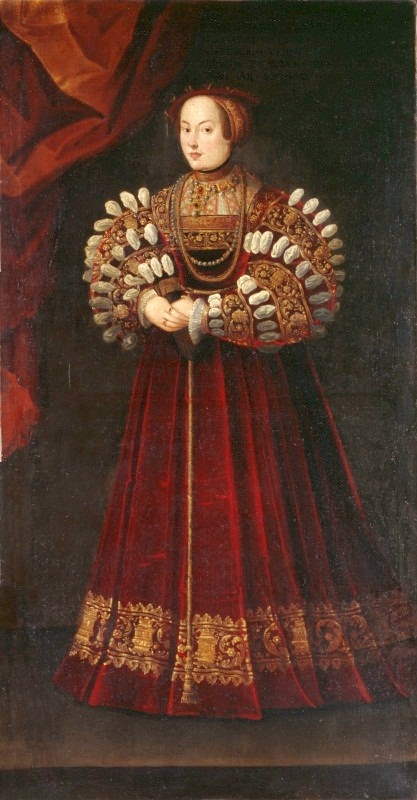
Portret Elżbiety Habsburżanki królowej Polski, ok. 1543 r.
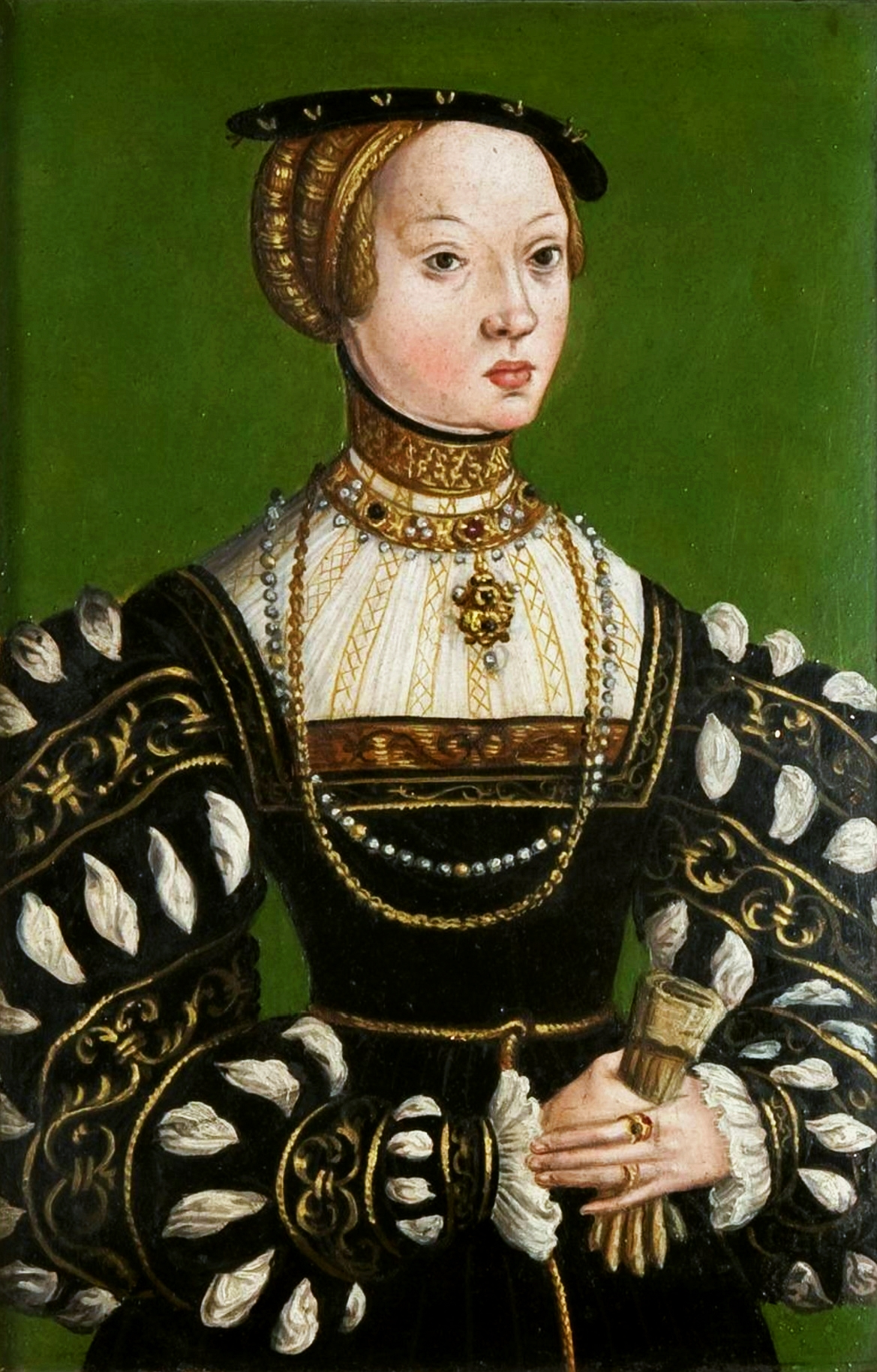
Miniatura Elżbiety Habsburżanki z cyklu portretów żon Zygmunta Augusta z 1550 r.
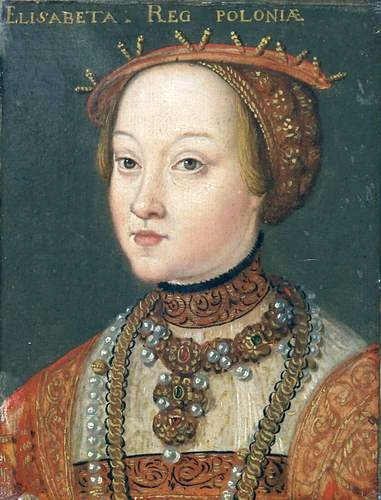
Portret Elżbiety Austriaczki, lata 50. XVI wieku
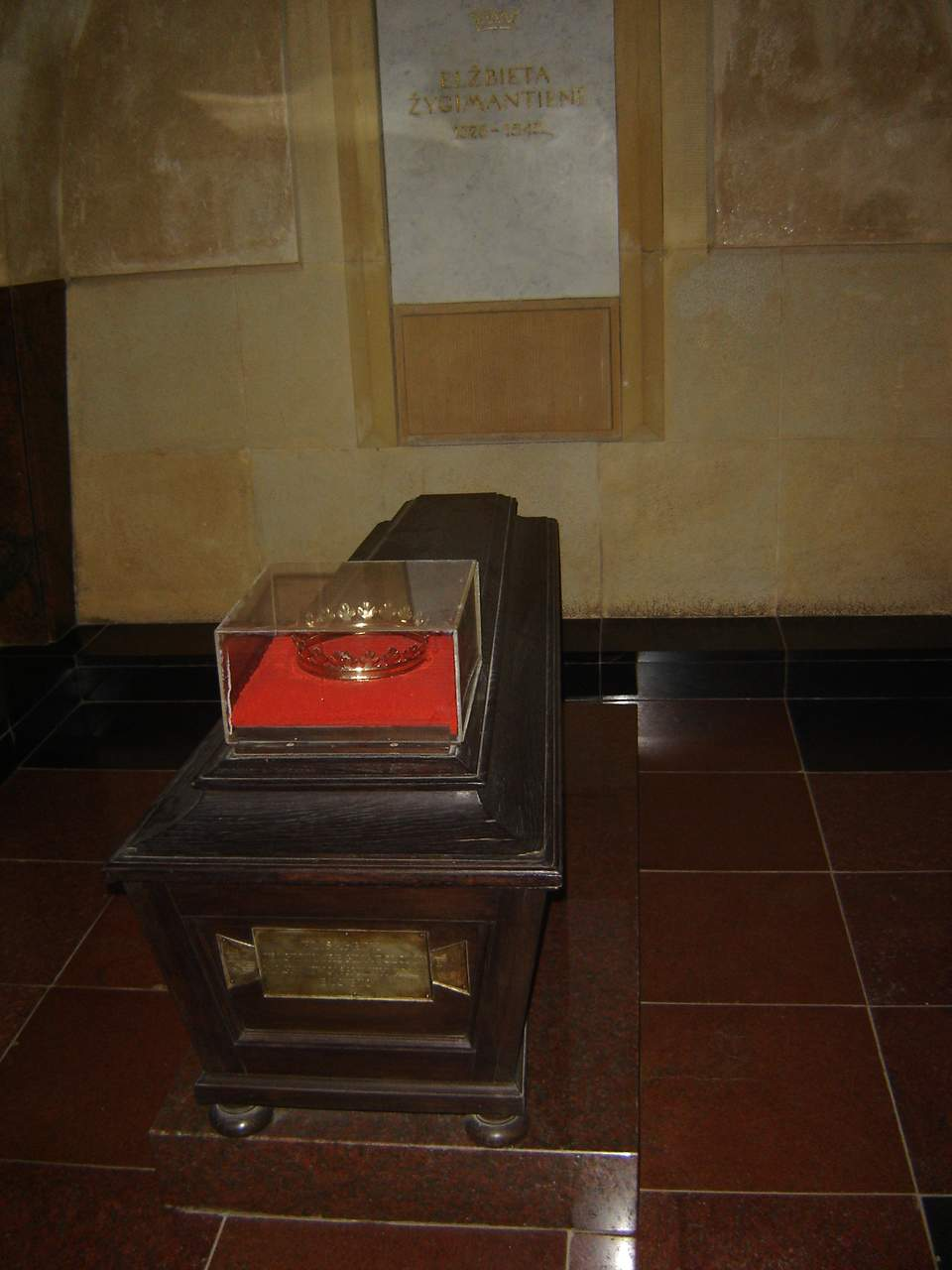
Sarkofag Elżbiety Habsburżanki w podziemiach katedry wileńskiej

## Genealogia
| Filip I Piękny ur. 22 VI 1478 zm. 25 IX 1506 | Filip I Piękny ur. 22 VI 1478 zm. 25 IX 1506 |                                                      |                                                      | Joanna Szalona ur. 6 XI 1479 zm. 12 IV 1555 | Joanna Szalona ur. 6 XI 1479 zm. 12 IV 1555 |  |  | Władysław II Jagiellończyk ur. 1 III 1456 zm. 13 III 1516 | Władysław II Jagiellończyk ur. 1 III 1456 zm. 13 III 1516 |                                                |                                                | Anna de Foix ur. po 1469 zm. 26 VII 1506 | Anna de Foix ur. po 1469 zm. 26 VII 1506 |
|                                              |                                              |                                                      |                                                      |                                             |                                             |  |  |                                                           |                                                           |                                                |                                                |                                          |                                          |
|                                              |                                              |                                                      |                                                      |                                             |                                             |  |  |                                                           |                                                           |                                                |                                                |                                          |                                          |
|                                              |                                              | Ferdynand I Habsburg ur. 10 III 1503 zm. 25 VII 1564 | Ferdynand I Habsburg ur. 10 III 1503 zm. 25 VII 1564 |                                             |                                             |  |  |                                                           |                                                           | Anna Jagiellonka ur. 23 VII 1503 zm. 27 I 1547 | Anna Jagiellonka ur. 23 VII 1503 zm. 27 I 1547 |                                          |                                          |
|                                              |                                              |                                                      |                                                      |                                             |                                             |  |  |                                                           |                                                           |                                                |                                                |                                          |                                          |
|                                              |                                              |                                                      |                                                      |                                             |                                             |  |  |                                                           |                                                           |                                                |                                                |                                          |                                          |
|                                              |                                              |                                                      |                                                      |                                             |                                             |  |  |                                                           |                                                           |                                                |                                                |                                          |                                          |

|  |  | Zygmunt II August ur. 1 VIII 1520 zm. 7 VII 1572 OO 5 V 1543 | Zygmunt II August ur. 1 VIII 1520 zm. 7 VII 1572 OO 5 V 1543 | Elżbieta Habsburżanka ur. 9 VII 1526 zm. 15 VI 1545 | Elżbieta Habsburżanka ur. 9 VII 1526 zm. 15 VI 1545 |  |  |  |  |
|  |  |                                                              |                                                              |                                                     |                                                     |  |  |  |  |
|  |  |                                                              |                                                              |                                                     |                                                     |  |  |  |  |

## Upamiętnienie w kulturze
- Postać Elżbiety pojawia się w powieści historycznej z serii Dzieje Polski pt. Dwie królowe napisanej w 1884 roku przez Józefa Ignacego Kraszewskiego[1] .